# Rüştü Reçber
Rüştü Reçber, ofta bara kallad Rüştü, född den 10 maj 1973 i Antalya i Turkiet, är en före detta turkisk fotbollsmålvakt som spelat för bland annat Fenerbahçe, FC Barcelona och Beşiktaş. Han var under många år också målvakt i det turkiska fotbollslandslaget och är den som har flest landskamper av alla i Turkiets herrlandslag.

## Upptäckten
Reçber upptäcktes av Fatih Terim under sin tid som tredjemålvakt i Antalyaspor, som sade att Reçber skulle komma att bli Turkiets bäste fotbollsmålvakt genom tiderna. Terim rekommenderade Reçber till de tre stora Istanbul-klubbarna Galatasaray, Fenerbahçe och Beşiktaş och 1994 blev övergången till Fenerbahçe klar.

## VM-brons
Reçber stod som förstemålvakt för Turkiet under VM 2002 i Japan och Sydkorea. Turkiet tog sig vidare från gruppspelet med en vinst, en förlust och en oavgjord match och slog Costa Rica tack vare bättre målskillnad (+2 mot −1).
I åttondelsfinalen mötte man värdnationen Japan och i kvartsfinalen Senegal och man besegrade båda motståndarna med 1–0. I semifinalen kom man att möta Brasilien och Reçber kunde inte längre hålla emot. Ronaldo gjorde matchens enda mål och brasilianarna vann med 1–0. I bronsmatchen fick man återigen möta en värdnation, den här gången Sydkorea, och man vann med 3–2 efter att Hakan Şükür inledde matchen med VM:s snabbaste mål någonsin efter bara elva sekunder.
Reçber gjorde så bra ifrån sig i turneringen att han blev utsedd till målvakt i FIFA:s VM-lag.

## Visiten i Barcelona
Reçber kom att stanna i Fenerbahçe i sammanlagt nio säsonger innan han flyttade vidare till spanska FC Barcelona 2003, som precis hade fått en ny tränare vid namn Frank Rijkaard. Samma år utsågs den turkiske målvakten till världens tredje bästa målvakt.
Reçber ådrog sig en skada under försäsongen som han annars spelade imponerande under, men återhämtade sig dagen innan säsongen startade. Då fick han beskedet att Rijkaard tyckte att hans spanska fortfarande var för svag och att Rijkaard istället skulle låta den blott 21-årige Victor Valdés spela istället. Reçber blev rasande och kom bara att spela fyra ligamatcher för den spanska toppklubben innan han återvände till Fenerbahçe för ytterligare tre säsonger.

## Flytten till konkurrenterna
Efter att ha vunnit den turkiska ligatiteln för tredje gången med Fenerbahçe hamnade han i gräl med ledningen om sin framtid i klubben. Han var under "free agent" vid tillfället och Beşiktaş tog tillfället i akt att ge honom ett kontrakt. Fenerbahçe-supportrar rasade mot Reçbers beslut att flytta till en rivaliserande klubb.

## Meriter
Fenerbahçe
- Süper Lig: 1996, 2001, 2005, 2007

Beşiktaş
- Süper Lig: 2009
- Turkiska Cupen: 2009, 2011

Turkiet
- VM 2002: Brons
- Confederations Cup 2003: Brons